# Carea ocyra
Carea ocyra är en fjärilsart som beskrevs av Swinhoe 1893. Carea ocyra ingår i släktet Carea och familjen trågspinnare. Inga underarter finns listade i Catalogue of Life.